# Ackerville (Alabama)
Ne doit pas être confondu avec Ackerville (Wisconsin).
Ackerville est une communauté non incorporée du comté de Wilcox, en Alabama, aux États-Unis,. Elle se trouve à 285 pieds (87 m) d'altitude.
La communauté est nommée en hommage à la famille Acker, qui habitait les environs.
Le bureau de poste d'Ackerville ouvre en 1892 et ferme en 1940.
L'église baptiste du Christ d'Ackerville (en) est inscrite au Registre national des lieux historiques.